# بطولة تونس للكرة الطائرة للرجال 2008-2009
بطولة تونس للكرة الطائرة للرجال 2008-2009 هو الموسم رقم 54 من بطولة تونس للكرة الطائرة للرجال.

فاز بهذا الموسم النادي الرياضي الصفاقسي.

## روابط خارجية
- الموقع الرسمي للجامعة التونسية للكرة الطائرة.